# New Middletown (Ohio)
New Middletown és una vila dels Estats Units a l'estat d'Ohio. Segons el cens del 2000 tenia 1.682 habitants.

## Demografia
Segons el cens del 2000, New Middletown tenia 1.682 habitants, 690 habitatges, i 503 famílies. La densitat de població era de 746,5 habitants per km².
Dels 690 habitatges en un 28,7% hi vivien nens de menys de 18 anys, en un 58,3% hi vivien parelles casades, en un 12,2% dones solteres, i en un 27,1% no eren unitats familiars. En el 25,1% dels habitatges hi vivien persones soles el 12% de les quals corresponia a persones de 65 anys o més que vivien soles. El nombre mitjà de persones vivint en cada habitatge era de 2,44 i el nombre mitjà de persones que vivien en cada família era de 2,92.
Per edats la població es repartia de la següent manera: un 22,2% tenia menys de 18 anys, un 7,7% entre 18 i 24, un 25,7% entre 25 i 44, un 27,6% de 45 a 60 i un 16,8% 65 anys o més.
L'edat mediana era de 41 anys. Per cada 100 dones de 18 o més anys hi havia 83,6 homes.
La renda mediana per habitatge era de 35.139 $ i la renda mediana per família de 42.500 $. Els homes tenien una renda mediana de 37.125 $ mentre que les dones 21.563 $. La renda per capita de la població era de 19.741 $. Aproximadament el 6,5% de les famílies i el 7,7% de la població estaven per davall del llindar de pobresa.

## Poblacions properes
El següent diagrama mostra les poblacions més properes.